# Strażnica WOP Owsiszcze
Strażnica Wojsk Ochrony Pogranicza Owschütz/Owsiszcze – zlikwidowany podstawowy pododdział Wojsk Ochrony Pogranicza pełniący służbę graniczną na granicy polsko-czechosłowackiej.

## Formowanie i zmiany organizacyjne
Strażnica została sformowana w 1945 w strukturze 46 komendy odcinka Racibórz jako 211 strażnica WOP (Owschütz) o stanie 56 żołnierzy. Kierownictwo strażnicy stanowili: komendant strażnicy, zastępca komendanta do spraw polityczno-wychowawczych i zastępca do spraw zwiadu. Strażnica składała się z dwóch drużyn strzeleckich, drużyny fizylierów, drużyny łączności i gospodarczej. Etat przewidywał także instruktora do tresury psów służbowych oraz instruktora sanitarnego.
W związku z reorganizacją oddziałów WOP, 24 kwietnia 1948 strażnica włączona została w struktury 67 batalionu Ochrony Pogranicza, a 1 stycznia 1951 43 batalionu WOP w Raciborzu.
Od 15 marca 1954 wprowadzono nową numerację strażnic, a strażnica WOP Owsiszcze otrzymała nr 219 w skali kraju.
W 1956 rozpoczęto numerowanie strażnic na poziomie brygady. Strażnica specjalna Owsiszcze była 9 w 4 Brygadzie Wojsk Ochrony Pogranicza.
1 stycznia 1960 była jako 17 strażnica WOP III kategorii Owsiszcze.
1 stycznia 1964 była jako 18 strażnica WOP lądowa III kategorii Owsiszcze.
W 1976, w związku z przejściem na dwuszczeblowy system dowodzenia, strażnicę podporządkowano bezpośrednio pod sztab Górnośląskiej Brygady WOP w Gliwicach. 
Rozformowana została po 1976.

## Ochrona granicy
W 1948 na odcinku strażnicy została utworzona Graniczna Placówka Kontrolna Owsiszcze (została zlikwidowana w 1952), którego załoga wykonywała kontrolę graniczną osób, towarów oraz środków transportu:
- Owsiszcze-Píšť.

1 stycznia 1964 na ochranianym odcinku przez strażnicę funkcjonowały przejścia graniczne małego ruchu granicznego (mrg) w których kontrolę graniczną i celną osób, towarów oraz środków transportu wykonywała załoga strażnicy:
- Bolesław-Píšť
- Owsiszcze-Píšť
- Tworków-Hať.

Strażnica WOP Owsiszcze ochraniała odcinek granicy państwowej:
- W okresie zimowym pas śnieżny sprawdzany był minimum: na głównym kierunku dwukrotnie, na pozostałym raz w ciągu doby.
- Współdziałała w zabezpieczeniu granicy państwowej z:
  - Strażnice WOP w: Chałupkach i Krzanowicach
  - Sekcją Zwiadu WOP w Raciborzu
- Dowódca rozwiniętej strażnicy lądowej WOP Owsiszcze w ochronie granicy państwowej ściśle współpracował ze swoimi odpowiednikami tj. naczelnikami placówek OSH (Ochrana Statnich Hranic) CSRS.

## Wydarzenia
- 1956 – koniec czerwca, początek lipca w okresie tzw. „Wypadków poznańskich”, przy linii granicznej i w strefie działania, odnajdywano pakunki zawierające ulotki z tzw. „bibułą”, przytwierdzone do balonów leżących na ziemi[9]. W związku z masowością zjawiska, żołnierze otrzymali zezwolenie na użycie broni, celem zestrzelenia nisko przelatujących balonów (nawet jeśli znajdowały się na terytorium czechosłowackim, ale w zasięgu ognia – to samo czynili pogranicznicy czechosłowaccy)[10].

## Strażnice sąsiednie
- 210 strażnica Zebenkau ⇔ 212 strażnica Kranowitz – 1946
- 218 strażnica Chałupki ⇔ 220 strażnica Krzanowice – 15.03.1954
- 8 strażnica Chałupki I kat. ⇔ 10 strażnica Krzanowice I kat. – 1956
- 18 strażnica Chałupki II kat. ⇔ 16 strażnica Krzanowice III kat. – 1.01.1960
- 19 strażnica Chałupki lądowa II kat. ⇔ 17 strażnica Krzanowice lądowa III kat. – 1.01.1964
- Strażnica WOP Chałupki ⇔ Strażnica WOP Krzanowice – po 1976.

## Komendanci/dowódcy strażnicy
- por. Ludwik Kukier (był w 1946)[11]
- sierż. Antoni Zalewski p.o. (był w 1950)[b]
- Eugeniusz Ambroziak (był 23.09.1952)[12]
- kpt. Antoni Kopeć (był w 1954)
- kpt. Jan Piguła (był w 1976)[8].